# 孙裔昌
孙裔昌，沾化人，是一名清朝政治人物。拔贡出身。
孙裔昌曾于康熙五年(1666年)接替朱光宗任建宁府知府一职，康熙十二年(1673年)由孔斯和接任。